# Кизилагаський сільський округ (Аксуський район)
Кизилага́ський сільський округ (каз. Қызылағаш ауылдық округі, рос. Кызылагашский сельский округ) — адміністративна одиниця у складі Аксуського району Жетисуської області Казахстану. Адміністративний центр — село Кизилагаш.
Населення — 2991 особа (2021; 2699 у 2009, 2990 у 1999, 4419 у 1989).
Станом на 1989 рік існувала Кизилагаська сільська рада (села Зарічне, Капали, Капсалан, Кизилагаш, Садове) колишнього Капальського району.

## Склад
До складу округу входять такі населені пункти:
| Населений пункт | Населення, осіб (1989) | Населення, осіб (1999) | Населення, осіб (2009) | Населення, осіб (2021) |
| --------------- | ---------------------- | ---------------------- | ---------------------- | ---------------------- |
| Актоган, село   | 842                    | 483                    | 481                    | 487                    |
| Капсалан, село  | 205                    | -                      | -                      | -                      |
| Кизилагаш, село | 2867                   | 2256                   | 2146                   | 2468                   |
| Копали, село    | 324                    | 251                    | 72                     | 36                     |
| Садове, село    | 181                    | -                      | -                      | -                      |